# 卡洛二世 (那不勒斯)
卡洛二世（1254年—1309年5月5日）亦稱為跛子卡洛（法語：Charles le Boiteux），是那不勒斯國王（1285年－1309年在位）、亞該亞親王（1285年－1289年在位）、普羅旺斯及福卡尔基耶伯爵（1285年－1290年在位）和安茹及曼恩伯爵（1285年－1289年在位）。卡洛二世亦從1285年起自稱為阿爾巴尼亞國王及耶路撒冷國王。祖父為法國國王路易八世，父親為安茹-西西里王朝的始創人卡洛一世。

## 生平
卡洛二世於1254年出生，是父親卡洛一世與第一任妻子普羅旺斯的比亞特麗絲的長子。卡洛二世是卡洛一世的唯一繼承人（他的弟弟西西里的腓力於1277年逝世），卡洛一世很早便安排卡洛二世為他龐大王國的繼承人。當卡洛二世出生時，卡洛一世已統治着普羅旺斯、福卡尔基耶、安茹、曼恩及那不勒斯王國。1270年代，其父親亦自稱為阿爾巴尼亞國王（因為他已經征服了伊奧尼亞海的東岸）及耶路撒冷國王，亦繼承在伯羅奔尼撒的亞該亞侯國。卡洛二世的母親於1267年逝世，但是他的父親打算在世時完好無缺地將對整個王國統治，因而剝奪了卡洛二世對母親遺產的繼承權。1272年，父親將西西里王國中的薩莱諾親王國交給卡洛二世，1279年又將卡洛二世封為普羅旺斯及福卡尔基耶的攝政。
1269年，卡洛一世安排了與匈牙利的伊什特萬五世進行雙重婚姻聯盟。伊什特萬五世12歲的女兒瑪麗亞與15歲的卡洛二世訂婚，而卡洛二世的妹妹、年僅四歲的伊莎貝爾則與伊什特萬五世只有七歲的兒子拉斯洛四世訂婚，他們於1270年舉行婚禮。卡洛二世於1271年底患了嚴重疾病，
為了鼓勵為他恢復的禱告，父親卡洛一世向全國的朝聖者捐了卡洛二世的蠟雕到常去的教堂。卡洛二世恢復後，卡洛一世到了巴里的聖尼古拉神殿進行了朝聖，並將禮物送到了位於羅卡馬杜爾的聖母瑪利亞聖所。
卡洛二世與其弟西西里的腓力於1272年與其他100名法國及意大利的年青貴族在五旬節受封為召爵士。卡洛一世於此時將薩雷諾親王國交給卡洛二世（薩雷諾親王是歐特維爾家族統治西西里王國時，王位繼承人的象徵），但是國王表明卡洛二世不能申索王國的其他地方，應該是避免卡洛二世討回普羅旺斯。

## 即位
1284年6月5日，卡洛在對亞拉岡的戰爭中被俘虜，由于西西里人要他为康拉丁偿命，佩德羅一世的妻子康斯坦丝將他囚禁在切法盧的城堡以为保护。1285年1月7日，父親於福賈逝世，只好委任阿爾圖瓦的羅貝托為攝政，与卡洛的长子卡洛·马特羅暫時代理卡洛統治國家直至他被釋放回國。1288年，卡洛終於在缴纳赎金后被釋放回國，並於1289年在列蒂被教宗尼古拉四世加冕為國王。其後卡洛二世致力從亞拉岡手中奪回西西里島，可惜最後以失敗告終，他最終承認佩德羅一世的第三子費德里科為西西里國王，並將女兒嫁給他。
卡洛二世的长子卡洛·马特羅先死。按继承法，卡洛·马特的儿子查理·罗贝尔将成为继承人，但卡洛二世偏爱第三子羅貝托，希望由他繼承王位，故鼓动查理·罗贝尔凭借祖母的匈牙利血统夺取匈牙利王位，并借机剥夺查理·罗贝尔及其子孙对那不勒斯的继承权。
1309年5月5日，卡洛二世於那不勒斯逝世，羅貝托繼位。